# Tokajík
Tokajík (maďarsky Felsőtokaj, do roku 1907 Orosztokaj) je obec na Slovensku v okrese Stropkov. Žije zde 90 obyvatel. První zmínka o obci je z roku 1430. Nachází se v Ondavské vrchovině.

## Historie
První písemná zmínka o obci pochází z roku 1430. Během druhé světové války obyvatelé poskytovali pomoc partyzánům. 19. listopadu 1944 zatkli německé jednotky všech 34 mužů z obce a za pomoc partyzánům je postříleli asi 1 km severně od obce. Přežili pouze dva zranění. Následujícího dne obec nacisté obklíčili, ženy a děti vyhnali z domovů a obec zapálili. Nepoškozený zůstal pouze kostel.

## Památky
- V obci se nachází muzeum Tokajícké tragédie
- Řeckokatolický chrám Sv. Eliáše proroka z roku 1920[2]